# Orofaringe

Localizzazione dell'orofaringe

Nell'anatomia dell'apparato respiratorio l'orofaringe è una porzione della faringe.

## Anatomia
Si estende inferiormente dal palato molle fino al margine superiore dell'epiglottide.
Essa comunica con la cavità orale tramite l'istmo delle fauci e si ritrova tra rinofaringe e ipofaringe. Ciascuna parete laterale contiene l'arco palatofaringeo e la tonsilla palatina. L'orofaringe è rivestita da epitelio stratificato.

## Patologia
Fra le patologie a carico dell'orofaringe le masse tumorali (in particolare quelle correlate all'HPV) e l'apnea ostruttiva nel sonno per via dell'ostruzione.